# Райт, Джон Ч.
Джон Ч. Райт (англ. John C. Wright, John Charles Justin Wright; 1961) — американский писатель-фантаст, технический редактор, лауреат премии «Небьюла».
В журнале Publishers Weekly за его дебютную новеллу «Золотой век» был назван «самым значимым новым SF-талантом этого века».

## Биография
В 1987 году Джон Райт окончил Marshall-Wythe School of Law в College of William & Mary, получив профессию газетного редактора. До этого, в 1984 году в качестве студента он учился по программе «Great Books» St. John’s College of Maryland.
После неудачного опыта работы в судебной сфере Райт устраивается на работу в газету St. Mary’s Today. В настоящее время работает техническим редактором газеты в Вирджинии, где живёт вместе с женой L. Jagi Lamplighter и тремя детьми.
Джон Райт является активным пользователем Живого Журнала, где обсуждает научную фантастику, экономику, политику, культуру и другие вопросы. Некоторые посты Райта вызывали большой резонанс в интернет-сообществе, в частности, его сообщения о проблемах трансгуманизма и ряд других.
Райт называет себя либертарианцем, описывает связанную с этим проблематику в некоторых своих произведениях.
В возрасте 42 лет Райт отказался от атеистических взглядов и стал христианином после глубокого религиозного опыта. В 2008 г. он присоединился к Римско-католической церкви.

### Романы

#### Золотой век
1. The Golden Age (2002)
2. The Phoenix Exultant (2003)
3. The Golden Transcendence (2003)

#### Война мечтаний
1. Last Guardian of Everness (2004)
2. Mists of Everness (2005)

#### Хроники Хаоса
1. Orphans of Chaos (2005)
2. Fugitives of Chaos (2006)
3. Titans of Chaos (2007)

#### Другие романы
Null-A Continuum (сиквел романа The World of Null-A, 2008)

### Рассказы из серии Night Land
1. «Awake in the Night»
2. «The Cry of the Night Hound»
3. «Silence of the Night»
4. «The Last of All Suns»

### Другие рассказы
1. "Farthest Man from Earth, " Asimov’s Science Fiction, Vol. 19 # 4 & 5, No.229-230, April 1995.
2. "Guest Law, " Asimov’s Science Fiction, Vol. 21 # 6, No.258, June 1997.
3. "Not Born a Man, " Aberrations, #24, October 1994.
4. "Forgotten Causes, " Absolute Magnitude, #16, Summer 2001.
5. "Father’s Monument, " No Longer Dreams, ed. Danielle McPhail, Lite Circle, 2005.
6. "The Kindred, " No Longer Dreams, ed. Danielle McPhail, Lite Circle, 2005.
7. "Peter Power Armor, " Breach the Hull, ed. Mike McPhail, Marietta, 2007.
8. "Choosers of the Slain, " Clockwork Phoenix: Tales of Beauty and Strangeness, ed. Mike Allen, Norilana Books, 2008.
9. "One Bright Star to Guide Them, " The Magazine of Fantasy & Science Fiction, Vol. 116, #4 & 5, Whole No. 682, April/May 2009.